# Mia Hermansson-Högdahl
Mia Hermansson-Högdahl (ur. 6 maja 1965 w Göteborgu) – szwedzka piłkarka ręczna, reprezentantka kraju. W 1994 r. uznana najlepszą piłkarką ręczną na świecie. Dla reprezentacji w 216 meczach zdobyła 1061 bramek. Dwukrotnie zdobywała Ligę Mistrzyń w 1994 i 1995 r. z Hypo Niederösterreich. Karierę sportową zakończyła w 2000 r. Obecnie pełni funkcję II trenera reprezentacji Norwegii kobiet.